# Харківська державна академія дизайну та мистецтв
Харківська державна академія дизайну і мистецтв — державний заклад вищої освіти мистецького (дизайнерського) спрямування, підпорядкований Міністерству культури та стратегічних комунікацій України та розташований у Харкові.

## Історична довідка

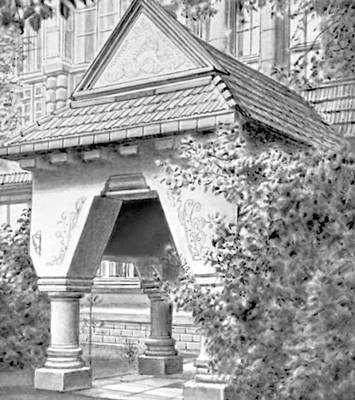
Ілюстрація «Художня школа в Харкові (Україна)» (1913 р.) у Великій Радянській Енциклопедії

Художня школа Харкова сягає своїм корінням середини ХVІІІ століття.
1869 року в Харкові, на все зростаючу потребу у професійних художниках, відкрилась школа малювання М. Раєвської-Іванової як окремий спеціалізований навчальний заклад. У ньому розвивався, зокрема, й художньо-промисловий нахил, що згодом дав поштовх до створення на цьому ґрунті вищої дизайнерської освіти Харкова. Тут навчалися майбутні відомі живописці й архітектори, зокрема, видатні українські живописці С. Васильківський і М. Ткаченко, академік архітектури О. Бекетов і багато інших.
1896 року ця приватна школа була перетворена на міську художню школу, а в 1912 році на її базі відбулося відкриття художнього училища, в якому викладали М. Пестриков, М. Федоров, К. Пинєєв, О. Любимов, О. Титов, С. Прохоров, Г. Горєлов, О. Кокель.
У вересні ж 1921 року на базі училища був відкритий художній технікум на правах уже вищого навчального закладу. Типовий для художніх шкіл 1920-х років потяг до новаторства у Харківському художньому технікумі поєднувався з прагненням зберегти кращі традиції реалістичного мистецтва. Хранителями цих традицій виступали керівники живописних майстерень, що свого часу навчались у Санкт-Петербурзькій академії мистецтв.
Організатором і першим ректором Харківського художнього технікуму в 1921—1922 роки був учень І. Рєпіна і Д. Кардовського — О. Кокель. До кінця свого життя (1956) він залишався професором кафедри живопису і фундатором школи академічного рисунка.
Другим ректором у 1922—1925 роки був скульптор Б. Кратко. Ректором інституту у 1925—1927 роки став відомий український пейзажист М. Бурачек.
У 1927—1932 роки ректором був ще один учень І. Рєпіна — А. Комашко.
У 1927 році було поставлене питання про перейменування технікуму на інститут, і у 1929 році ця назва вже затвердилась за вузом остаточно.
Наприкінці 20-х років ХХ ст. в інституті функціонували два факультети: живописно-скульптурний і архітектурний, де викладали, окрім вищезгаданих, відомі художники і архітектори — М. Бурачек, О. Симонов, Л. Блох, К. Жуков, А. Козлов, І. Севера, І. Падалка, В. Єрмілов, О. Маренков, О. Хвостенко-Хвостов, О. Гінзбург, М. Ніколаєв, Б. Перетяткович, трохи пізніше — А. Петрицький, Ф. Кричевський, Б. Косарев, М. Самокіш, В. Касіян, Г. Бондаренко, М. Дерегус та багато інших.
У той же період працювала видатна школа І. Падалки, представниками якої є М. Котляревська, О. Довгаль, М. Фрадкін та ін., високо оцінена у світі, але знищена під час сталінських репресій.
У 1932—1934 роках ректором було призначено художника й одночасно партійного функціонера — П. Кривеня, відомого своїм непримиренним ставленням до авангардних напрямків в українському мистецтві, і насамперед, до школи «бойчукістів».
З 1934 по 1941 рік навчальним закладом керував мистецтвознавець І. Август, який загинув під час Другої Світової війни.
Свою діяльність відразу після визволення Харкова від німецько-фашистських загарбників та евакуації в Самарканд інститут поновив уже наприкінці 1943 р. По закінченні війни до інституту почали повертатись колишні студенти, яких було мобілізовано на фронт. 3 1945 року знову відновився випуск фахівців, налагоджувалася робота живописного, графічного, театрального та скульптурного відділень.
У повоєнні роки традиції, які були закладені засновниками харківської художньої школи, були продовжені й розвинені їх учнями, згодом народними художниками України В. Агібаловим, Г. Томенком, В. Сізіковим, А. Константинопольським, О. Хмельницьким, заслуженими діячами мистецтв України, професорами С. Бесєдіним, Є. Єгоровим, Л. Черновим, В. Лозовим, О. Мартинцем, Є. Жердзіцьким, Й. Карасем, С. Солодовником, О. Вяткіним, доцентами О. Кудрявцевою, І. Мельгуновою, П. Супоніним, Є. Свєтличним, В. Віхтинським, М. Шапошниковим, В. Воловиком, І. Стахановим, Б. Колесником, В. Мироненком, В. Ненадо, В. Побєдіним та багатьма іншими видатними художниками.
У повоєнні часи ХХ століття заклад вищої освіти очолювали професор С. Бесєдін (1943—1948), доцент М. Шапошников (1948—1972), професор Є. Єгоров (1972—1985), професор В. Торкатюк (1985—1998); у ХХІ — академік В. Даниленко (1999—2020). З 2021 року ректором Харківської державної академії дизайну і мистецтв є професор Олександр Соболєв.
1963 року Харківський державний художній інститут було реорганізовано на Харківський художньо-промисловий інститут і переорієнтовано на підготовку фахівців художньо-промислового профілю.
Значний внесок у реорганізацію інституту та забезпечення підготовки за новими спеціальностями зробили мистці М. Шапошников, Є. Єгоров, В. Селезньов, В. Білик, Л. Винокуров, В. Константинов, В. Лістровий, З. Юдкевич, Ю. Старостенко та ін. Тоді ж були створені нові кафедри — «Художнє конструювання» та «Внутрішнє оздоблення будівель», започатковано спеціалізацію «Промислова графіка та упаковка».
Дизайнерський напрям у мистецькій освіті ХХПІ вже в середині 60-х років заявляв про себе цікавими розробками в оформленні промислової продукції та створенні візуально-графічних стилів.
2001 року на базі Харківського художньо-промислового інституту була створена Харківська державна академія дизайну і мистецтв ІV рівня акредитації. Після низки заходів щодо розширення напрямів підготовки фахівців, академія має реорганізований вигляд.

## Відомі випускники
Серед вихованців академії: 3 Народних художника (з них А. Константинопольський) і 2 Народних архітектори СРСР, 35 Народних художників України, Росії, Казахстану й Узбекистану, 50 Заслужених діячів мистецтва України, Росії, Азербайджану, Узбекистану, Татарстану (серед них Жердзицький Євген Федорович, 10 Заслужених художників країн СНД, 9 лауреатів Державних премій.
З діяльністю Харківської державної академії дизайну і мистецтв пов'язані імена видатних українських художників і дизайнерів, які були випускниками або працювали в Академії протягом останніх десятиріч. Усі вони зробили значний внесок до скарбниці національного образотворчого мистецтва та проєктної культури, за що були нагороджені найвищими державними відзнаками й набули визнання культурної і творчої громадськості України. Найбільш визнаними серед них є:
Б. Косарев — професор, лауреат Державної премії СРСР (1947), який багато років очолював театрально-художню майстерню ХДХІ. Державну премію він одержав за сценографію та костюми до спектаклю «Ярослав Мудрий» І. Кочерги за режисурою М. Крушельницького у Харківському державному театрі української драми ім. Т. Г. Шевченка.
А. Насєдкін — майстер живопису і графіки; Народний художник УРСР (1974), лауреат Державної премії України ім. Т. Г. Шевченка (1977). Протягом 1945—1951 років він навчався у ХДХІ в майстерні М. Дерегуса.
В. Агібалов — скульптор, Народний художник УРСР (1978), лауреат Державної премії України ім. Т. Г. Шевченка (1977). Випускник скульптурної майстерні ХХУ, а згодом ХДХІ (1933—1941 р.). Серед його викладачів були: Л. Блох, М. Гельман, О. Матвеєв. З 1949 по 1954 роки він викладав скульптуру в ХДХІ.
О. Хмельницький — професор (1978), Народний художник УРСР (1984), член-кореспондент АМУ (1997) — один із блискучих випускників ХДХІ. Протягом 1947—1953 років він навчався у О. Любімського, М. Рибальченка, П. Котова, Л. Чернова, М. Шапошникова. За полотно «Заради життя на землі» був удостоєний Срібної медалі АМ СРСР (1975).
В. Сидоренко — професор (2002), доктор філософії/кандидат мистецтвознавства (2005), заслужений діяч мистецтв України (1992), академік Академії мистецтв України (1997), народний художник України (1998), віце-президент АМУ. Закінчив Харківський художньо-промисловий інститут (1979), де навчався на факультеті «Інтер'єр і обладнання». Викладав у ХХПІ (1979—1985 та 1989—1992 рр.). Автор численних живописних, монументальних, графічних творів, сценографії, автор об'єктів і фотокомпозицій, а також наукових і публіцистичних текстів. З 2001 очолює науково-дослідницький Інститут сучасного мистецтва при НАМУ (Київ). В. Сидоренко гідно представляв Україну на 50-му Венеціанському бієнале авторським проєктом «Жорна часу» (2003) та проєктом «Поема про внутрішнє море» на 52-му бієнале (2007).
В. Гонтарів — художник монументального мистецтва, живописець, Заслужений художник України (1995), дійсний член Академії мистецтв України — яскравий представник педагогічної гілки ХДАДМ. Закінчив Харківське художнє училище (1963) та Ленінградське вище художньо-промислове училище ім. В. Мухіної (1972). З 1999 року В. Гонтарів очолював навчально-творчу майстерню монументального живопису Академії, брав активну участь у виставковій діяльності. В. Гонтарів учасник багатьох всесоюзних, республіканських, міжнародних виставок і конкурсів. Одержав Першу премію за станкову картину на Всеукраїнській виставці-конкурсі живописних творів (1998) та став лавреатом Національної премії ім. Т. Г. Шевченка в галузі образотворчого мистецтва (2009).
В. Ковтун — живописець, заслужений художник України (1995), народний художник України (2002), дійсний член Міжнародної академії інформатизації при ООН (1998), академік, керівник майстерні сюжетно-тематичної картини кафедри живопису ХДАДМ (2001). В. Ковтун закінчив ХДХУ (1977) та ХХПІ (1984), де навчався у О. Константинопільського, О. Хмельницького, Є. Єгорова, Л. Чернова. З 1998 року В. Ковтун є головою Харківської організації Національної спілки художників України. У 2010 році за серію живописних творів «Край мій — Слобожанщина» удостоєний Національною премії ім. Т. Г. Шевченка в галузі образотворчого мистецтва.
В. Христенко — дизайнер-графік, лавреат премії імені Рєпіна 2020 року (серія офортів «Козацькі хрести»).
Цю низку відомих постатей сучасності можна доповнити прізвищами таких художників, як В. Ганоцький, Ю. Вінтаєв, В. Чаус, В. Чурсіна, В. Носенков, О. Хоменко, скульпторів — С. Гурбанов, М. Рідний, К. Мамедов, дизайнерів (практиків та вчених у галузі історії та теорії дизайну) — В. Даниленко, О. Бойчук, О. Векленко, В. Лесняк, В. Погорельчук, графіків — І. Яхін, В. Шевченко, мистецтвознавців (істориків та теоретиків мистецтва, вчених у галузі візуального та аудіовізуального мистецтва — Л. Соколюк, Т. Павлова, З. Алфьорова, істориків мистецтва та архітектури — М. Розенфельд, І. Бондаренко, тощо. Сформовано й нову генерацію відомих представників сучасного мистецтва, як-от О. Чекаль, Р. Мінін, П. Маков, та мистецтвознавців і дизайнознавців Є. Котляр, В. Шуліка, В. Чечик, В. Тарасов, М. Токар, Н. Сбітнєвої, О. Соболєва, В. Голобородька, В. Кутателадзе, О. Лагоди, О. Васіної.

## Структура, спеціальності
Загалом на тлі 100-річної історії існування закладу вищої освіти мистецького спрямування — Харківської державної академії дизайну і мистецтв — простежуються чітко окреслені традиції, але експеримент та пошук, притаманні творчій діяльності, завжди мають місце та заохочуються у навчальному процесі нашого закладу освіти.
З метою підготовки науково-педагогічних кадрів 1989 року в Академії відкрито аспірантуру, згодом докторантуру.
У 2002 році вперше в Україні було відкрито спеціалізовану вчену раду К 64.109.01 із захисту кандидатських дисертацій за спеціальністю 05.01.03 — «Технічна естетика» (галузь «Мистецтвознавство»). Ураховуючи якість захищених дисертацій та необхідність підготовки мистецтвознавчих кадрів для ЗВО Східної України, 2004 року у спецраді було затверджено другу спеціальність 17.00.05 — «Образотворче мистецтво». У 2007 році на відповідність потребам часу та з метою вдосконалення та уніфікації сучасної номенклатури спеціальностей ХДАДМ ініціював створення нової спеціальності 17.00.07 — «Дизайн» (галузь «Мистецтвознавство»), що й було підтримано ВАК України. На сьогодні проліцензовано аспірантуру за спеціальностями 023 «Образотворче мистецтво, декоративне мистецтво, реставрація» та 022 «Дизайн».
Ефективність діяльності спеціалізованої ради із захисту кандидатських дисертацій тісно пов'язана з відкриттям постійно діючої аспірантури та докторантури за двома профільними науковими спеціальностями: 023 «Образотворче мистецтво, декоративне мистецтво, реставрація» та 022 «Дизайн».
Окремий напрямок діяльності академії становить участь професорсько-викладацького складу в конференціях, виставках, конкурсах, публікації статей у наукових виданнях, а також видавнича діяльність. Система підготовки науково-педагогічних кадрів в академії тісно пов'язана з навчальним процесом.
Харківська мистецька школа відбудовує освітянську політику на засадах взаємного збагачування видів проєктно-художньої творчості, що втілено у структурі навчання. Кожен з напрямів підготовки (художників і дизайнерів) формується у відповідних навчально-наукових підрозділах, основу яких становлять випускові кафедри, де, власне, і відбувається підготовка фахівців галузі культури і мистецтва.
На сьогодні в Харківській державній академії дизайну і мистецтв успішно діють і розвиваються загальновизнані школи рисунка, живопису, графіки, промислового дизайну, дизайну середовища, графічного дизайну, плаката, скульптури, монументального мистецтва, реставрації творів мистецтва, теорії і історії мистецтв.
На 4-х факультетах навчається близько 1300 студентів, у тому числі з закордону, здійснюється підготовка за чотирма спеціальностями:
022 «Дизайн»
освітні програми бакалаврату:
- графічний дизайн,
- дизайн одягу (взуття),
- дизайн середовища,
- індастріал дизайн,
- мультимедійний дизайн;

освітні програми магістратури:
- інноваційний дизайн,
- дизайн візуальних комунікацій,
- концептуальний дизайн,
- арт-терапія та комунікативні практики,
- дизайн архітектурно-ландшафтного середовища.

023 «Образотворче мистецтво, декоративне мистецтво, реставрація»
освітні програми бакалаврату:
- графіка,
- стріт-арт і монументальне мистецтво,
- станковий живопис,
- станкова і монументальна скульптура,
- реставрація та експертиза творів мистецтва,
- мистецтвознавство;

освітні програми магістратури:
- станковий живопис,
- сучасні візуальні практики,
- мистецтвознавство,
- графічні практики,
- творчий рисунок.

191 «Архітектура та містобудування»
освітні програми бакалаврату:
- архітектурно-ландшафтне середовище.

021 «Аудіовізуальне мистецтво та виробництво»
освітні програми бакалаврату:
- реклама та відеоарт,
- фотомистецтво та візуальні практики,
- продюсування та арт-кураторство,
- івент-режисура

освітні програми магістратури:
- анімація та відеоарт.

Академія здійснює підготовку в аспірантурі за освітньо-науковими програмами третього циклу вищої освіти за спеціальностями:
022 «Дизайн»
освітньо-наукові програми доктора філософії:
- дизайн

023 «Образотворче мистецтво, декоративне мистецтво, реставрація»
освітньо-наукові програми доктора філософії:
- образотворче мистецтво, декоративне мистецтво, реставрація

021 «Аудіовізуальне мистецтво та виробництво»
освітньо-наукові програми доктора філософії:
- аудіовізуальне мистецтво та виробництво

### Діяльність
Академія має три навчально-лабораторних корпуси, понад 20 лабораторій та навчальних майстерень, центр комп'ютерних технологій, бібліотеку, фонд якої налічує понад 140 000 одиниць літератури, музей, студентський театр «Публіцист», студентський театр мод, гуртожиток тощо. При Академії створено підготовчі курси та дитяча студія образотворчого мистецтва і дизайну. Протягом останніх років Харківську державну академію дизайну і мистецтв було відзначено дипломами та почесними грамотами Міністерства освіти і науки України, а також відзнаками Національної академії мистецтв України, Харківської обласної державної адміністрації тощо, зокрема Дипломом лавреата рейтингу закладів вищої освіти України «Софія Київська»; Золотою медаллю Академії мистецтв України за значні творчі досягнення; Почесною грамотою Харківської обласної державної адміністрації за сумлінну працю, вагомий внесок у розвиток українського дизайну і мистецтва, підготовку висококваліфікованих фахівців; Дипломом Громадської акції «Флагмани освіти і науки України» за вагомий внесок у розвиток іміджу освіти і науки України; Дипломом «Лідер національної системи рейтингового оцінювання вищих навчальних закладів України» та багатьма іншими відзнаками.
Наукова діяльність молодої ґенерації сприяє розвитку різноманітних напрямів у мистецтвознавчій галузі. Академія видає періодичні наукові видання, рівень яких оцінено, зокрема, й Міністерством науки і вищої школи Польщі, а також включено до списку провідних журналів світу.
На сьогодні освітню, методичну, наукову і мистецьку роботу в академії здійснюють близько 200 осіб професорсько-викладацького складу, серед яких народні художники, лауреати Державної премії України імені Т. Шевченка, заслужені діячі мистецтв, заслужені художники, заслужені архітектори України, академіки та член-кореспонденти Національної академії мистецтв України, переважна більшість професорсько-викладацького складу є членами Національної спілки художників України, Спілки дизайнерів України та Спілки архітекторів України, мають вчені ступені кандидата наук (доктора філософії) та доктора мистецтвознавства/наук, а також звання доцента та професора.
У ХДАДМ реалізуються численні культурно-мистецькі заходи та творчі акції. Академія, зокрема, пишається започаткованими на її базі мистецькими заходами, найбільш значущими з яких є Міжнародний форум «Дизайн-освіта», Міжнародне триєналє «4-й Блок», щорічна Всеукраїнська студентська олімпіада з дизайну, фестиваль «ArtStreetFest», щорічний Міжнародний конкурс шрифта і каліграфії «Pangram», Міжнародний конкурс-виставка з рисунка, Міжнародний конкурс з предметного дизайну.
2019 року було відкрито в Харківській державній академії дизайну і мистецтв третій у світі після Варшавського та Нью-Йоркського музеїв плаката музей «4-й Блок». Унікальність музейної інституції полягає в гармонійному поєднанні архіву, музею, виставкового простору та дослідницької лабораторії. Світова колекція екологічного плаката налічує понад 10 000 робіт з 56 країн світу та є платформою для міжнародної науково-дослідницької діяльності.
Академія є Членом Європейської ліги інститутів мистецтв (European League of Institutes of the Arts — ELIA) та Членом Міжнародної асоціації провідних європейських університетів мистецтва, дизайну та медіа (Cumulus Association), має творчі, освітянські та наукові зв'язки із закладами вищої освіти Польщі, Швеції, Фінляндії, Італії, Латвії, Туреччини, Естонії, Словенії, Литви, Німеччини, Угорщини.

### Бібліотека
На сьогодні фонд бібліотеки складає понад 146 тисяч примірників та є одним з найстарших зібрань літератури за фахом. У фонді букіністичних видань зберігаються книги починаючи з 1800 року видання, які надають можливість поколінням студентів доторкнутись до художньої культури минулого та ознайомитись з книжковим мистецтвом ХІХ — поч. ХХ століття.
Протягом ХХ століття фонди бібліотеки комплектувались літературою за фахом навчального закладу, а саме з образотворчого мистецтва, промислового дизайну, декоративно-ужиткового мистецтва та іншою літературою, пов'язаною з навчальним процесом. Таким чином фонд бібліотеки ХДАДМ є унікальним зібранням фахової літератури, яке надає можливість навчання та розвитку для студентів та співробітників Академії.
Спираючись на досвід попередніх років, бібліотека працює для відвідувачів, зберігаючи надбання поколінь та удосконалюючи їх. У бібліотеці зараз працює 4 читальні зали, абонемент. У читальній залі наукової та навчальної літератури організовано простір для експозиції робіт викладачів та студентів академії.